# Берлек (Аургазинський район)
Берле́к (рос. Берлек, башк. Берлек) — присілок у складі Аургазинського району Башкортостану, Росія. Входить до складу Ібраєвської сільської ради.
Населення — 25 осіб (2010; 31 в 2002).
Національний склад:
- татари — 74%